# Cantons de Luxemburg

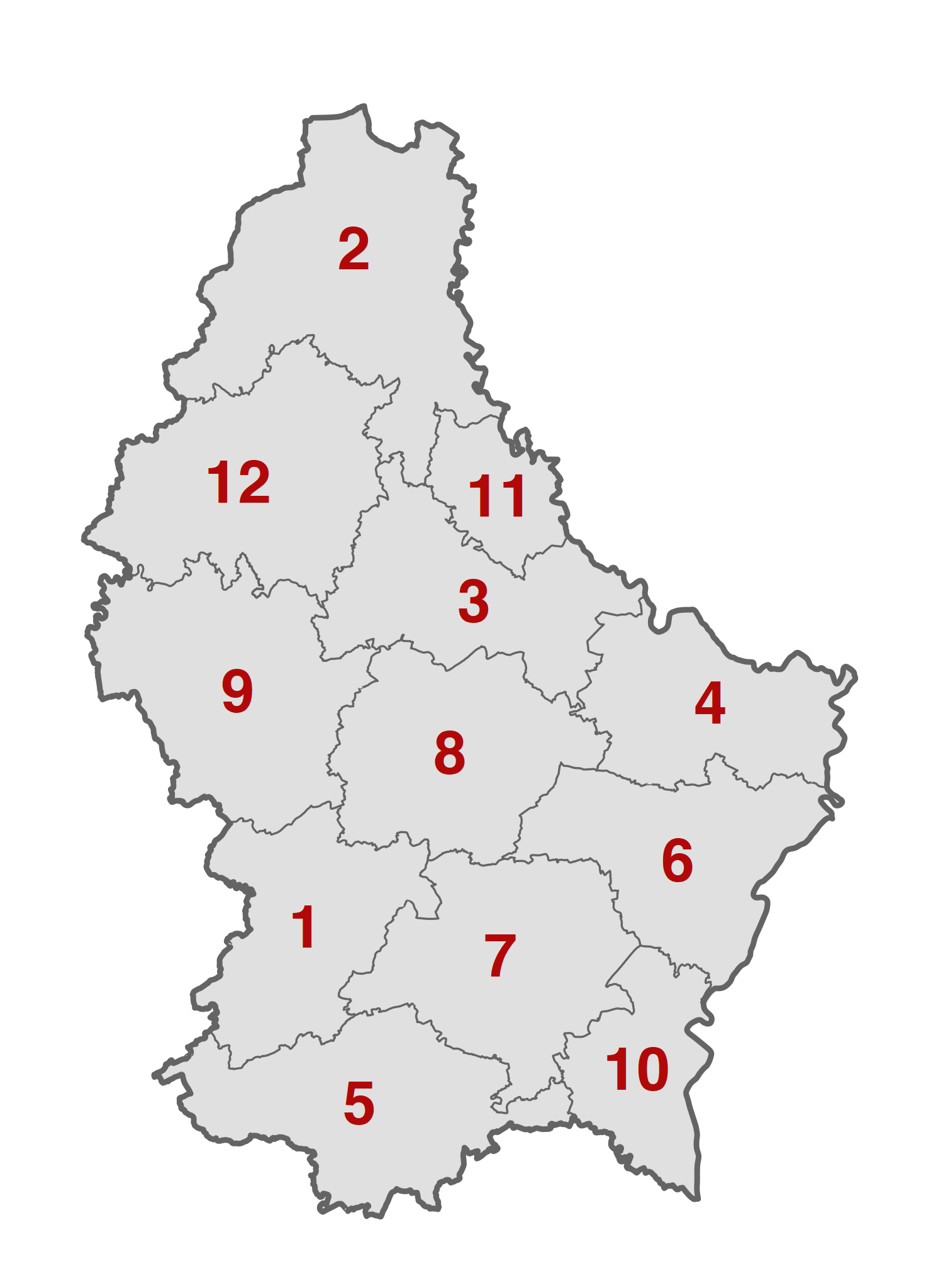
Els 12 cantons de Luxemburg.

Des de la abolició dels districtes el 2015, els 12 cantons constitueixen la divisió més alta de Luxemburg, tot i que no tenen administració pròpia i serveixen només per delimitar circumscripcions electorals i circumscripcions judicials. Aquests cantons se subdivideixen en 100 comunes. Els cantons són:
- Capellen (1)
- Clervaux (2)
- Diekirch (3)
- Echternach (4)
- Esch-sur-Alzette (5)
- Grevenmacher (6)
- Luxemburg (7)
- Mersch (8)
- Redange (9)
- Remich (10)
- Vianden (11)
- Wiltz (12)